# Michael Ibrahim
Michael Ibrahim (* 1979 in Vancouver) ist ein kanadischer Saxophonist.

## Leben und Wirken
Michael Ibrahim studierte an der University of Regina, der University of Calgary der Université Européenne de Saxophone in Gap und der Bowling Green State University. Er besuchte Kurse bei Karlheinz Stockhausen und die Darmstädter Ferienkurse. Seine Lehrer waren Karen Finnsson, Jeremy Brown, John Sampen, Claude Delangle, Suzanne Stephens, Marcus Weiss und Paul Cohen. Nachdem er an der University of Calgary und dem Mount Royal College unterrichtet hatte, übersiedelte er nach New York, um ein Dissertationsstudium an der Manhattan School of Music aufzunehmen.
Er ist Mitglied des New Yorker Fireworks Ensemble und arbeitete u. a. mit dem PRISM Saxophone Quartet, der Columbia Sinfonietta, dem TACTUS Contemporary Ensemble, dem Long Island Concert Pops Orchestra, dem Calgary Philharmonic Orchestra und der Jungen Deutschen Philharmonie. Er trat als Solist in Frankreich, Russland, Italien, Deutschland, Österreich und Holland auf und spielte u. a. Luciano Berios Chemins IVb, Louis Andriessens Hout, die nordamerikanische Premiere von Pierre Boulez’ Dialogue de l'ombre double und die Uraufführung von zwei Stücken für Saxophon solo von Adam Mirza und Katharina Rosenberger.
Auf seiner Debüt-CD Bach: For Saxophone spielte er Transkriptionen von Bachwerken für Saxophon solo und ein Konzert mit dem Players Chamber Ensemble unter Dan Bartholomew. 2006 erhielt er den Kranichsteiner Musikpreis für zeitgenössische Musik, 2007 gewann er die Eisenberg-Fried Concerto Competition der Manhattan School of Music.